# 朴正熙
朴正熙（韩语：／ Bak Jeonghui，發音：[pak̚.tɕ͈ʌŋ.çi] ⓘ；1917年11月14日—1979年10月26日），号中树，大韩民国第5至9届总统，是韩国宪政史上执政时间最长的国家元首，亦是韩国第18届总统朴槿惠的父亲。
朴正熙于1917年11月14日（农历丁巳年九月三十）出生在庆尚北道善山郡龟尾面的一个贫苦佃农家庭，1937年从大邱师范学校毕业后，曾在闻庆公立小学教书，后在满洲国陆军军官学校和日本陆军士官学校学习，毕业后成为满洲国少尉。第二次世界大戰之后，朴正熙成为韩国陆军军官。1961年，他发动五一六军事政变推翻韩国第二共和国，掌握大权，后统治韩国长达18年之久，直至1979年10·26事件被其中央情报部长官金载圭枪杀。
朴正熙是颇具争议性的韩国总统。在其执政期间，韩国从贫穷落後的农业国发展成为中等发达国家，人均国民生产总值从1961年的82美元增加到1979年的1,644美元。他因此被稱為“汉江奇迹的缔造者”。另一方面，他实行铁腕统治，通过牺牲民主的专制制度来追求经济的高速增长，而被称为独裁者。

## 生平

### 出身

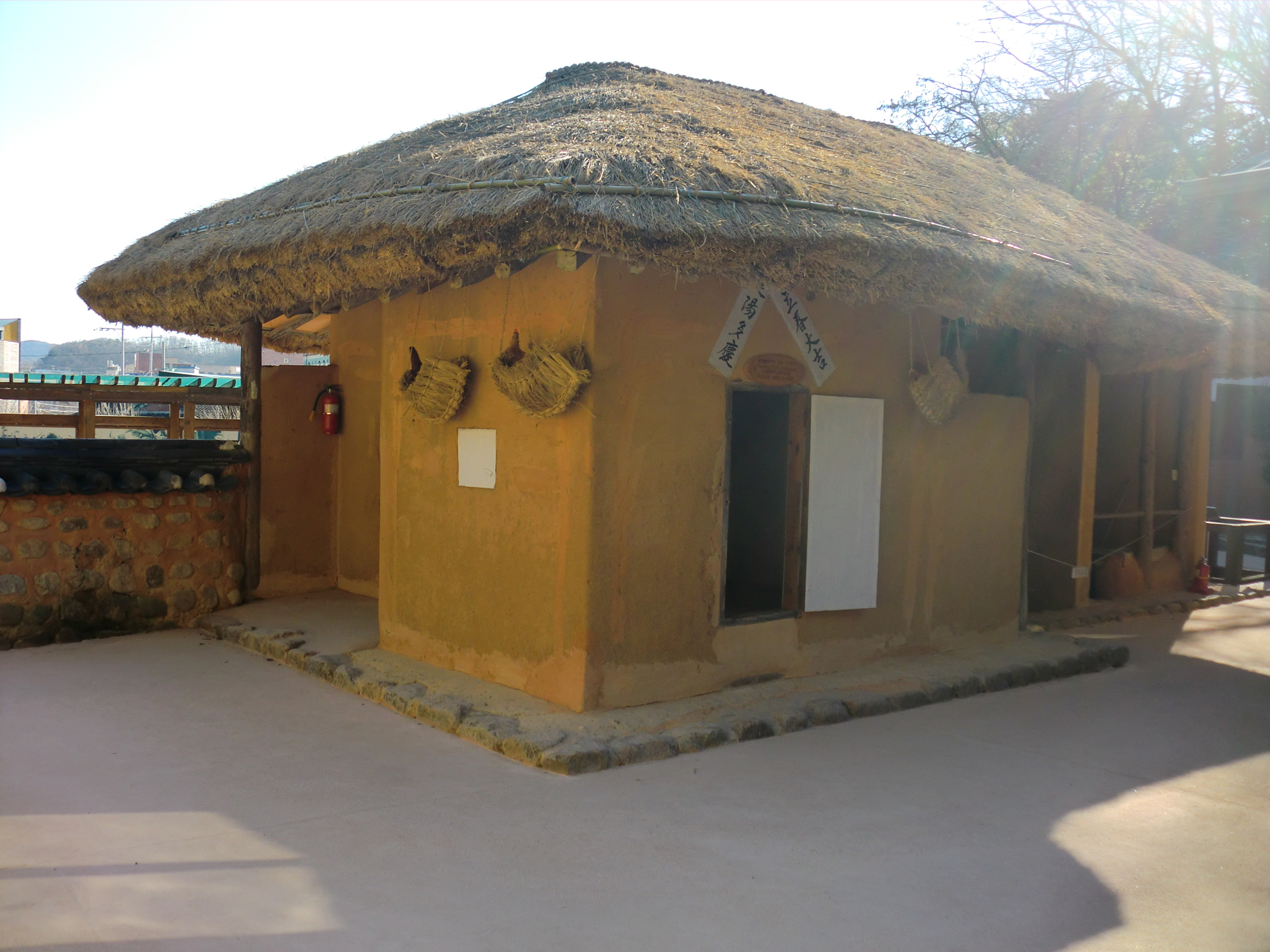
朴正熙出生地

朴正熙1917年11月14日出生于今韩国庆尚北道善山郡龟尾面上毛洞，是家中最小的孩子，有四个哥哥和两个姐姐。他的本贯是高灵朴氏，來自其中的一個支派—「直講公派」。由于家境贫苦，他的母亲白南义在怀孕的时候曾多次试图用土办法打掉这个孩子，但都没有成功。朴正熙出生时，白南义45岁，哺育过6个孩子，已经没有奶喂养他，只好用粥来喂他。为了让他能吃上奶，白南义常带着他坐船渡过洛东江，走30分钟的山路，到正在哺乳的大女儿朴贵熙的家去。:5-7
他的父亲朴成彬在年少时曾武科科举及第，并被授予了效力副尉的官职。由于不满朝鲜王朝末期的戚道政治和贪腐横行，朴成彬于1894年参加了东学党起义，后被捕入狱并被被判处死刑。在行刑前，由于政府担心处决会引发另一场暴动，就将朴成彬等人释放了。不过朴成彬因此失去了官职。朴正熙的母亲白南义原本是某位地方乡绅的千金。在朴成彬一夜间失去官职和世袭财产后，她与丈夫和孩子开始过着惨淡的生活。:2-3:7

### 少年时代
虽然家里很穷，朴正熙的父母还是将三儿子朴相熙送入了龟尾公立小学。上毛洞是个贫穷的小村，朴相熙是当时村里唯一能上小学的人。朴正熙9岁的时候，他的父母也把他送入龟尾公立小学读书。当年上毛洞只有3个孩子上了小学。学校离家很远，朴正熙每天都要凌晨起床，跑20里路去上学。一年级下半学期开始，他开始担任班长。除四年级一次考试全年级第二外，他的成绩一直都是全年级第一。:5-7
朴正熙的三哥朴相熙，后成为《朝鲜日报》善山分社的社长，负责《朝鲜日报》和《东亚日报》在当地的发行。1931年5月30日，李光洙开始在《东亚日报》上连载爱国小说《李舜臣》。朴正熙被李舜臣的故事深深震撼。朴相熙是位爱读书的人，经常从外面借来些好书。一日，朴正熙在他那里看到了一本《拿破仑传》，被深深吸引。这是他除课本外，他所读的第一本书籍。“忠义救国”的李舜臣和富有“挑战精神”的拿破仑对少年朴正熙产生了很大的影响。:13-17
1932年，朴正熙小学毕业，他渴望能到大邱师范学校继续读书，但家里却没钱供他继续上学。龟尾小学的校长和班主任非常了解他家的情况，便上门劝说他的父母能让这位难得的优秀生参加升学考试。龟尾小学自1920年建校以来，一直没有人能够考入大邱师范学校。因此他的母亲一直盼着他考不上，这样他可以死心塌地地留在家做个帮手。不过，朴正熙却成功考入了大邱师范学校，考试成绩在885名考生中名列第51名，是龟尾小学建校以来第一位考上大邱师范学校的学生。看到弟弟这么有出息，朴正熙的哥哥们表示要努力工作賺錢供他上学，劝说母亲让他继续读书。就这样，朴正熙如愿进入了大邱师范学校。:25-29

### 青年时代
大邱师范学校是所日式学校，实行全面军事化管理。由于学校实施的皇民化的教育，朴正熙对此并不很接受。他的文化课成绩因此一落千丈。学校的军训课程非常多，朴正熙虽然身材瘦小，但他从小就喜欢军事，在训练中表现的非常认真、努力。军训教官有川大佐是位现役军官。他非常喜欢朴正熙在军训中的表现，经常让他站出来为大家做示范。学校里有6位朝鲜老师，其中一位叫金永骥是教授朝鲜语的。他偶尔也会在课堂上偷偷地给学生讲授歷史，并谈论在中国上海的大韩民国临时政府、金九、尹奉吉等事情。日本学校的皇民化教育和对日本、朝鲜学生的不同待遇，使许多朝鲜青年产生反日情绪。1937年3月25日，朴正熙从大邱师范学校毕业。在他的毕业相册中，其它学生都用的是日本年号，可唯独他使用的是檀纪年號（4270年）来标注。:30-40

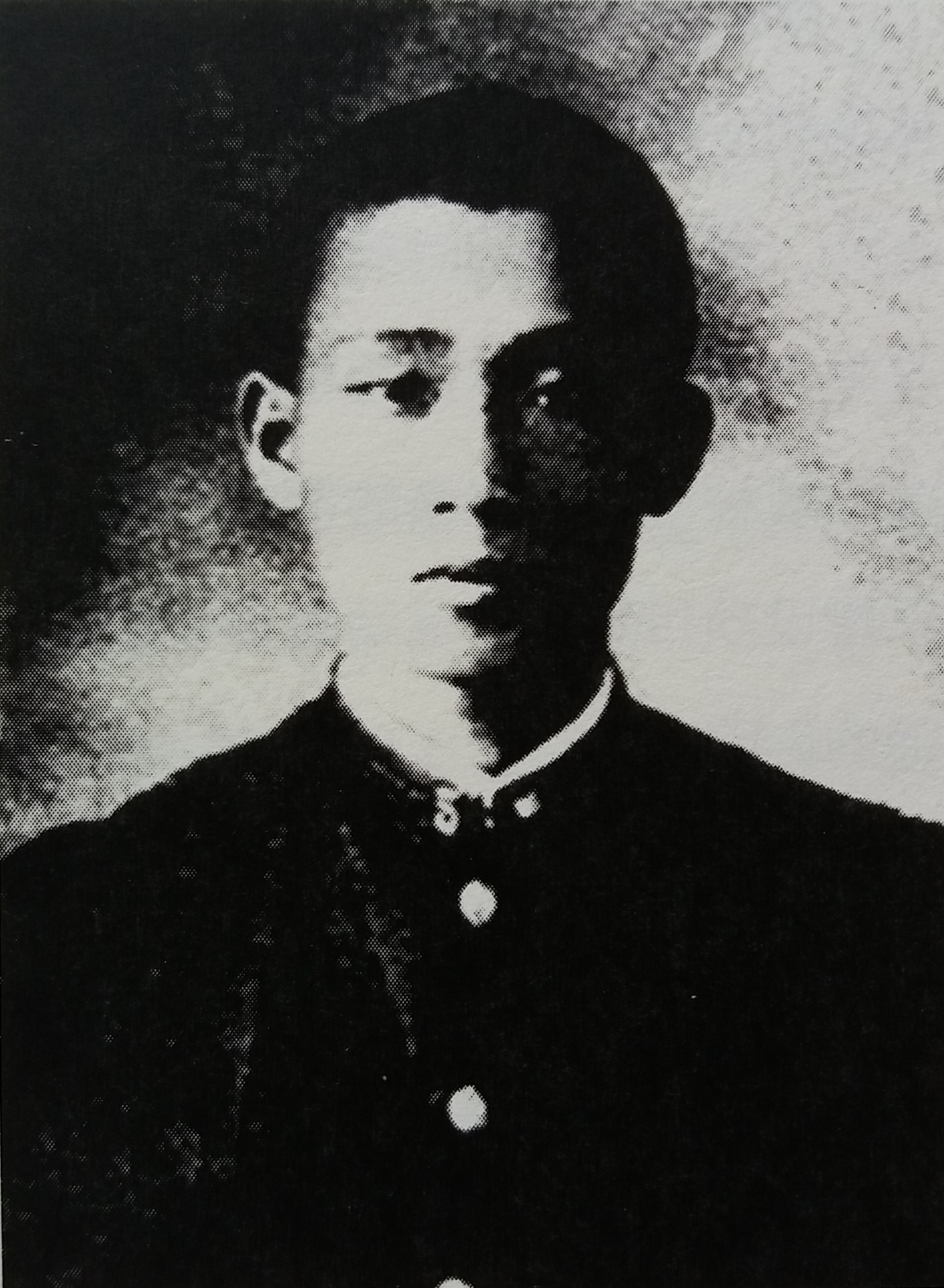
1937年朴正熙大邱师范学校毕业照

从大邱师范学校毕业后，朴正熙开始在闻庆公立小学教书。他经常把在大邱师范学校学到的民族主义精神讲给学生听，教导他们不要忘记自己是个朝鲜人。随着日本对朝鲜统治的加强，朴正熙愈发感到苦闷和彷徨，他开始特意蓄长髮，但学校的规定是老师要剃军队式的短发。一日，道政府的日本督学来校视察。在日本校长宴请督学的晚宴上，朴正熙与督学和校长因他的长发发生争吵，并当场摔碎了酒杯。第二天，日本校长把他叫到校长室内训斥，并让他向督学道歉。朴正熙愤怒地揍了日本校长一拳后辞职离开了学校。:40-51

### 军人生涯

#### 满洲军时期

满洲军官学校时期朴正熙与同学的合影

自幼好武的朴正熙曾试图报考满洲国军校，但因年龄过大而落榜。1939年再次报考，并附上日语：的血书。该血书后于1939年3月31日被满洲国的一家日文报纸《满洲新闻》刊登。他昔日的军训教官，在关东军当指挥官的有川大佐看到报道后，写信邀朴正熙来满洲找他。朴正熙后去满洲，有川大佐为他出具了报考满洲国军官学校所必需的推荐信:19。朴正熙的这一经历成为后人指责他是“亲日派”的佐证之一。不过澳大利亚作家Michael Keon在其所写的朴正熙传记中说，朴正熙报考满洲国军校是因为朴正熙认为：只有掌握军事技能才能最终使他的国家摆脱外来统治:20。1940年春，朴正熙正式成为满洲国陆军军官学校第二期学生。期间，日本强迫朝鲜人创氏改名，朴正熙改用日本名“冈本实”或“高木正雄”。1942年3月，朴正熙以第一名的成绩毕业，满洲国皇帝溥仪亲自接见，奖励朴正熙一块金錶，並被选为毕业生代表发言，还被保送到日本陆军士官学校（第57期）深造。:56-64
1944年，朴正熙以全校第三名的成绩从日本陆军士官学校毕业。在日本学习期间，利用假期考察了日本的道路、港湾和工业设施等方面的成就。毕业后，朴正熙被分配到驻扎在东宁的第120师团工兵团（代号：满洲第635部队），担任实习士官，为期三个月。1944年7月，朴正熙被授予满洲军少尉军衔，并从齐齐哈尔调至满洲国军第5軍管区步兵8团担任校官，团长为中国人唐际荣，其他同期军官包括申铉俊、李周一、方圓哲，驻扎于热河省兴隆县半壁山镇。7月下旬至8月上旬，以第二连连长的身份参与讨伐八路军的行动，但未直接参战。1945年8月15日日本无条件投降后，朴正熙加入了大韩民国临时政府的光复军，担任第二中队中队长。他期待着早日回国，但当时根据规定，像他这种人，不可以从属部队或以光复军的名义回国。:65-69

#### 韩国陆军军官时期
经过千辛万苦，朴正熙最终于1946年5月6日随美军运输舰从天津回国，并于5月8日到达釜山。在首尔难民收容所停留了几天后，他回到了善山与家人团聚。虽然国家解放了，但他却没有了容身之处，整日借酒消愁。最终，他坐上了开往汉城的火车。1946年9月24日，朴正熙成为“朝鲜国防警备士官学校（现韩国陆军士官学校）”二期学生。由于当时急需能帮助维持秩序的军官，朴正熙和几位满洲军出身的军官直接晋升为上尉。1947年9月27日起，他开始担任第8團警备士官学校連連长，后调到崔昌彦少校手下任第1連連长，教授战术学。1948年8月1日，朴正熙晋升为少校。同年8月15日，大韩民国正式成立。:69-74
在一次由他指挥的训练中，有两个士兵在训练中意外中暑死亡，由于难辞其咎，朴正熙不得不辞去連长的职务。之后，南劳动党的人开始接近他，经常找他一起喝酒。國军内部起诉南朝鲜劳动党分子时，朴正熙也被当做赤色分子一起抓了起来，多亏白善烨将军出手相救，他才免于一死。但由于他与南劳党走得太近，最终还是被军队除名。经过一个多月的牢狱之灾后，朴正熙于1949年初被任命为陆军本部战斗情报课课长。由于他被误认为共党成员被捕，加之他的三哥朴相熙在大邱10月事件中被警察开枪打死，他的母亲受到很大打击。同年8月12日，朴正熙收到母亲病危的电报。在他母亲病逝前后，朝鲜半岛局势愈发紧张，最终爆发了朝鲜战争。朴正熙办理完母亲丧事后，接到命令立即回到岗位。因在战争中负责召集掉队的士兵有功，他从此摆脱了赤色分子的嫌疑。:74-78
朝鲜战争期间，朴正熙得到迅速升迁。1950年10月25日，刚昇任中校的朴正熙又被任命为驻扎在大田的第9师参谋长。1951年4月15日，他又因出色表现被晋升为上校，一个月后出任陆军情报学校校长，1952年12月10日出任为陆军本部作战局副局长。1953年初夏，他出任第3军炮兵司令，再次被派往交战前线，后赴美国俄克拉荷马陆军炮兵学校深造。回国一年后，轉任炮兵司令兼炮兵学校校长。1954年至1958年，他相继担任第5师师长，第7步兵师师长和第6军副军长。1958年，朴正熙晋升为少将并担任第1军参谋长，1959年任第6军管区司令。:10-11
1960年，三一五非法选举引发大规模的学生示威，随后发展为4·19革命。李承晚政府宣布了戒严令。朴正熙升任釜山地区戒严事务所长，但他从未下达向学生和群众开枪的命令，而且对围攻政府机关的人群喊话说部队是支持他们的。全国现场直播的为在反对三一五非法选举抗议运动中牺牲的学生举行的公祭活动中，朴正熙宣读了祭文。由于他反对非法选举的态度，他被撤销第5师师长的职务，改调陆军大学学习。:95-98

#### 五一六军事政变

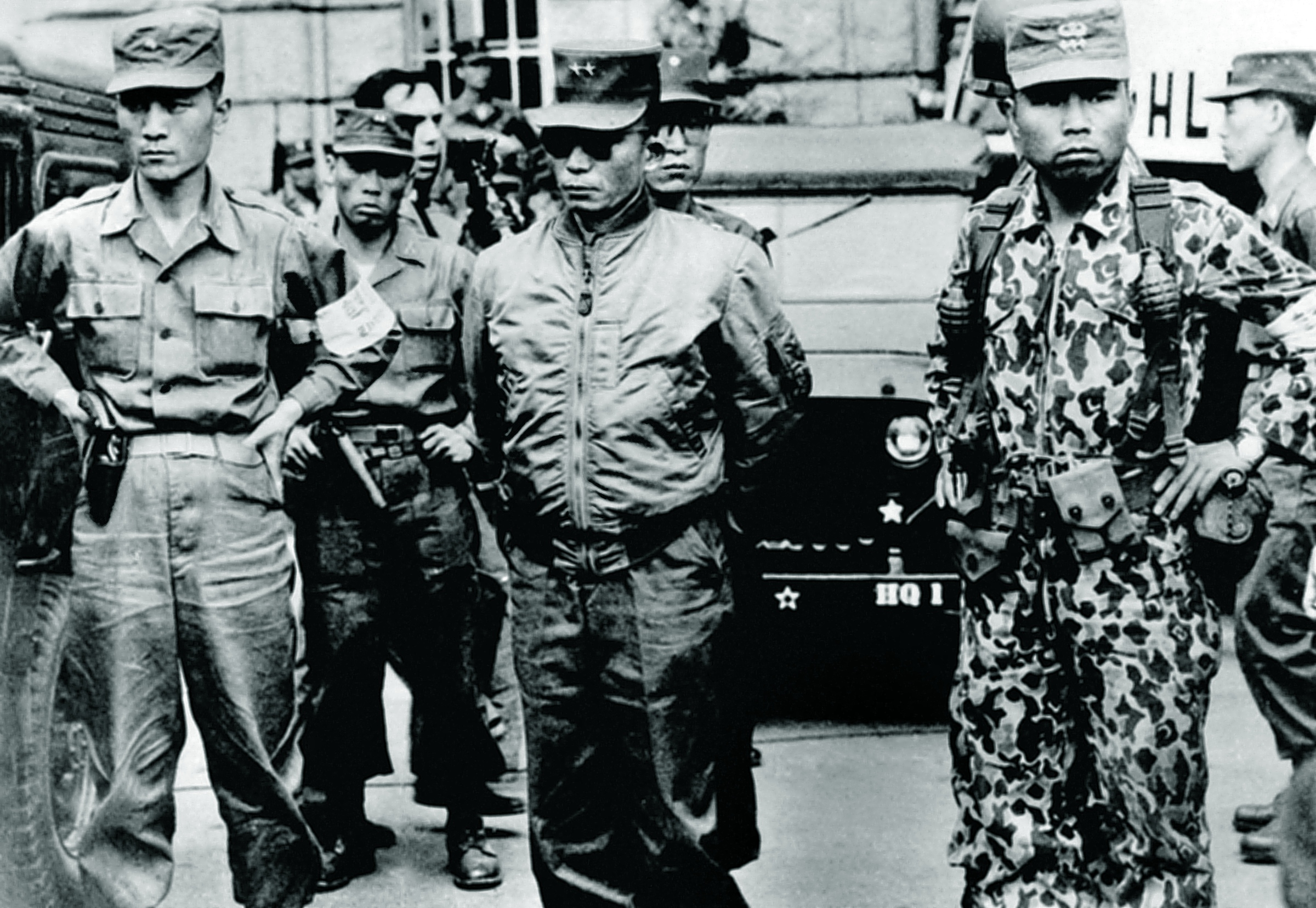
五一六军事政变中的朴正熙少將

早在1960年3月朴正熙担任釜山军需基地司令时，他就曾秘密组建由10人组成的领导集团，筹划经济建设计划，推翻李承晚政府。但4.19革命却抢在了他的前头。由于韩国國军内部腐败现象严重，中下层军官工资低得只能糊口，军队和社会一样希望改革。1960年9月24日，金钟泌组织16名“下克上军官”向崔荣喜中將请愿，提出惩办操纵3月份选举的高级将领，惩罚非法揽财的军官，清除无能高级指挥官，坚持“军队中立”，提高军人社会地位五条要求。这次“下克上”的自清运动影响很大，朴正熙是幕后的指挥者。不过此次运动以失败告终，金钟泌等16名军官被逮捕，金钟泌也因此被免职。此次运动的失败使朴正熙意识到通过和平的改革方式改变现状是不可行的。:69-70
4.19革命后，以民主党为首的第二共和国于1960年8月成立。由于以尹潽善为代表的民主党旧派势力和以张勉为代表的新派势力之间的内斗，第二共和国不仅没能带来民众所期望的安定局面，韩国经济也每况愈下:70-71。由于政府的无能引发民众对政府的强烈不满，韩国持续爆发大规模的游行示威，政治经济形势一片混乱:68-72。在第二共和国短短的9个月中，有95万人参加了1836次游行示威。一些从事运动的学生们喊出了“向北方！来南方！”的口号:110-111。在这种极度动荡的社会局势下，朴正熙与金钟泌等军队将领开始考虑发动军事政变:116:77。
1961年5月16日凌晨，朴正熙率领大约3500名政变队伍向汉城进军。除在汉江桥与宪兵队发生短暂交火外，整个政变过程几乎没遇到阻力。朴正熙的政变队伍迅速占领了汉城所有的重要战略地点:75。朴正熙到达南山KBS广播局后，空降部队找到了值班广播员朴钟世和相关广播技术人员。朴正熙向朴钟世简单介绍军事革命必要性后，将革命宣言交给他，让他进行“革命”广播。朴钟世起初推辞，让朴正熙自己亲自宣读革命宣言。但朴正熙认为用人们熟悉的声音来宣读革命宣言，会使大家更有安全感，不会让大家恐慌。于是他坚持让朴钟世播音。革命宣言播出后，人们很吃惊，但并没有引发大的社会波动。:115-118:29-31
当天早上9点，军事革命委员会要挟陆军参谋总长张都暎中將，以他的名义宣布戒严令。之后，朴正熙和张都暎来到青瓦台，要求尹潽善总统追认戒严令，但遭到了尹潽善的拒绝。虽然，尹潽善对军事政变持不支持的态度，但也无积极镇压的想法。上午11点在朴正熙一行离开青瓦台后，美国临时代办马塞尔·格林和驻韩美军司令马格路德来到青瓦台拜见尹潽善。两人来前都已发表声明说反对政变，支持符合宪法的第二共和国政府:34-37。两人向尹潽善提出调动驻扎在一线的韩国第1军镇压叛乱的要求。但尹潽善以韩军内部自相残杀会给朝鲜入侵韩国创造机会为由拒绝了美方的要求。尽管如此，美國第八集团军参谋会议还是在17日上午决定联合韩国第一野戰军一起镇压叛乱。但尹潽善向各野戰军司令官和军长发出了要求避免流血冲突的亲笔信。之后，韩国國軍第5師和第12师相继表示支持军事委员会，而第一野戰军司令李翰林中将则被软禁。美军的反攻计划因此破灭。被捆住手脚的美军最终默许了五一六军事政变的合法性:75-76。
5月18日，第二共和国总理张勉在美国顾问唐纳德·惠特克和张都暎的护送下，从藏身地来到国会大厦，主持了最后一次内阁会议。13名内阁成员中有9名出席了会议，会议决定全体内阁成员辞职:127。次日，尹潽善总统也宣布辞职，但在张都暎的极力劝阻下，最终还是举行了撤销下野声明的记者招待会。当天军事革命委员会改名为国家重建最高会议，张都暎任最高会议议长，朴正熙任副议长。国家重建最高会议当天还组建了革命内阁:43-44。6月6日，国家重建最高会议公布了军事政府的基本法《最高重建非常措施法》。6月10日根据当日颁布的《国家重建最高会议法》，国家重建最高会议内设常任委员会和计划委员会，朴正熙出任常任委员长。最高委员会还设有“重建国民运动总部”和中央情报部。金钟泌任中央情报部首任部长。7月2日，《反共法》颁布的当天，张都暎被解除了最高会议议长等职务，朴正熙直接出任议长之职。之后，张都暎又被以“反革命阴谋罪”被逮捕，其党羽也被朴正熙清洗出军事政府的领导机构:77-78:72-73。

1961年的朴正熙將軍

1961年8月，朴正熙宣布将于1963年3月实行总统为中心制的新宪法。1962年3月6日，国家重建最高会议公布《政治活动净化法》，规定不能通过政治活动资格审查的人员将被停止政治活动至1968年8月。3月22日，尹潽善辞去了总统的职务以表对此法令的抗议。两天后，朴正熙以议长的身份代行总统职权:80。1962年12月26日，国家重建最高会议颁布了新宪法，责任内阁制被废除，恢复了总统制，将两院制国会改为一院制:73:79。1963年10月15日，韩国举行了“归还民政”的总统选举。朴正熙在此次选举中以46.6%对45.1%的微弱优势战胜民主党候选人尹潽善，当选韩国第五届总统。在之后的第六届国会选举中，朴正熙的共和党获得110个席位，控制了一半以上的国会席位:82-83:79。

### 执政时期

#### 政治
朴正熙是韩国宪政史上任职时间最长的总统。从1963年至1979年，他连任5届（5-9届）韩国总统，统治韩国长达16年:189。朴正熙认为韩国在独立后照搬西方民主的做法是错误的。他曾在其1963年发表《我与国家和革命》一书阐述此观点:83。他认为在经济落后，工业生产水平低，传统文化势力强，农村存在大量文盲，城市存在大量失业和社会不满的韩国推行民主政治，只能被腐败的政客所利用，“政治党派通常都表现得极为腐败、堕落、胡作非为”。在其统治期间，他奉行牺牲民主的专制制度来追求经济的高速增长:85-86。

##### 早期专制
朴正熙1963年成立的第三共和国内阁是一个由“事业取向型”的技术官僚和军人组成的中央办事机构，负责执行他的总统职务。此外，他还通过中央情报部、民主共和党、总统秘书室、经济企划院和“TK(大邱-庆北)军团”来强化总统驾驭国家的权力。朴正熙“开发独裁”体制的初步形成开始于1964年的非常戒严令。1964年，金钟泌在对日建交谈判过程中与日本妥协的消息泄露后，引发韩国大规模的学生示威。6月3日，朴正熙当局宣布在汉城实行非常戒严。之后，朴正熙政府加大了对报刊和校园的控制力度，并在大学推行组建“预备役军官训练团”的计划。该计划对韩国30所大学的在校生进行每年702学时的军训，并要求学生毕业时达到初级军事指挥官的水準。:83-84
韩国1962年的宪法规定总统只能连任一次，而且只有在获得2/3议员的同意下才能修改宪法有关限制总统连任的规定。为了能够长期执掌总统大权，凑足可以修宪的2/3国会议席，朴正熙和民主共和党在第七届国会选举依仗其执政党的优势在选举中采用了舞弊，甚至是暴力的非法手段。最终共和党获得国会74%的席位:85:76-77。1967年5月和6月，朴正熙及其民主共和党在韩国第六届总统选举和第七届国会议员选举中击败新民党候选人尹潽善。蝉联总统后的朴正熙开始谋求长期执掌大权，并曾在1967年明确表露“绝对不能交出政权”:84-85。
1968年1月21日，31名朝鲜特工潜入韩国，企图刺杀朴正熙，史称“青瓦台事件”。1969年7月，美国总统尼克松访问关岛期间，提出“尼克松主义”，并宣布从韩国撤出曾参加仁川登陆和收復漢城作战的美军第7师。国际形势的变化为朴正熙加强专制统治提供了借口:217。

##### 三选改宪

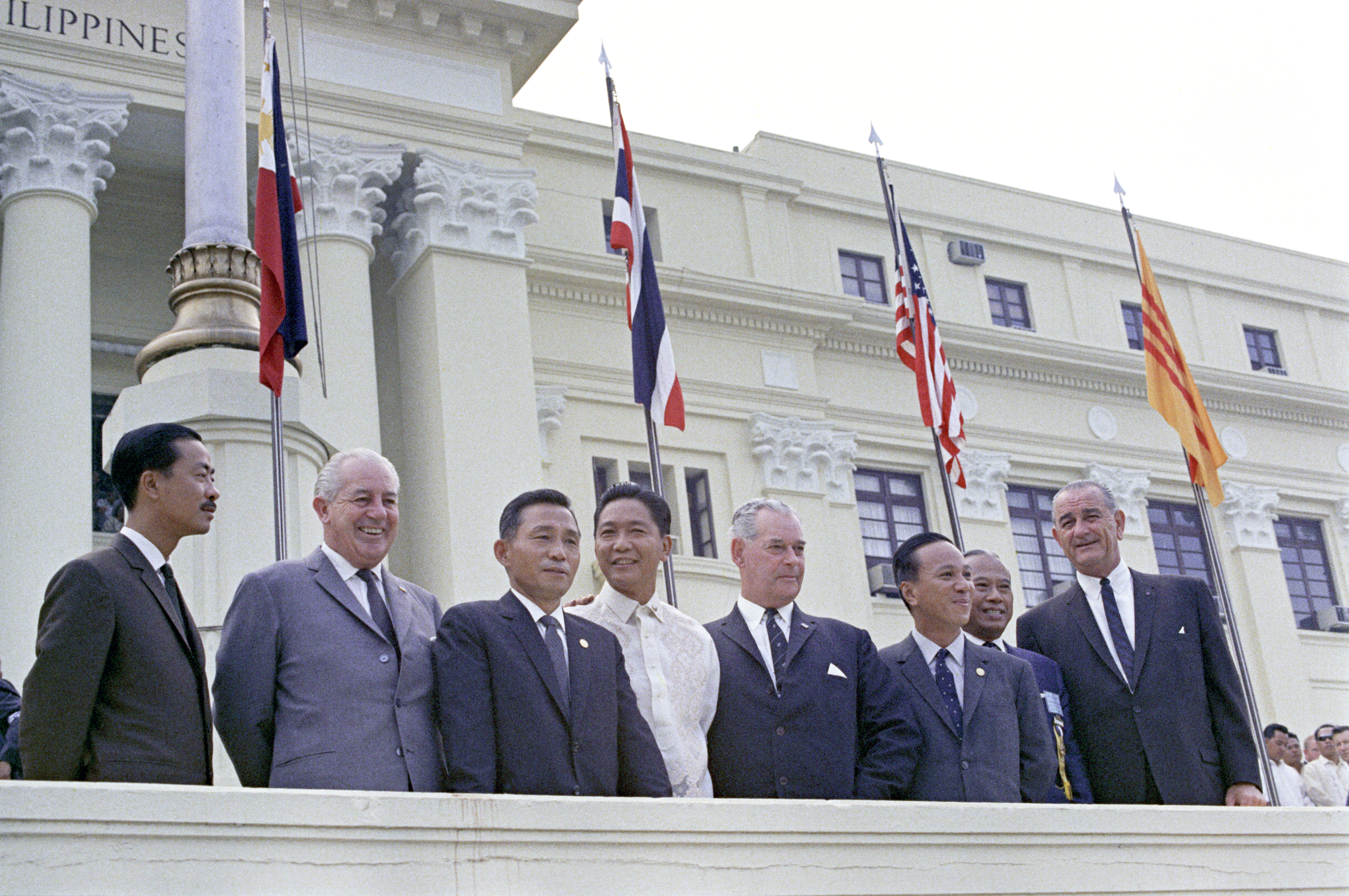
1966年，美國總統林登·約翰遜與东南亚条约组织各國首長合影，左起第三名为朴正熙

朴正熙当选第六届总统后，民主共和党内部矛盾激化。为牵制金钟泌的势力，朴正熙构筑了一个由白南檍、吉在号、金成坤和金振晩组成的“四人体系”。1969年4月，由于金钟泌势力的倒戈，民主共和党没能阻止关于文教部部长不信任案的通过。朴正熙以此为契机，对金钟泌一派进行无情的清洗。6月，金钟泌辞去执政党总裁的职务，再次出国外遊。之后，由“TK军团”和李厚洛、金炯旭、吉在号等组成的反对金钟泌的“新主流派”开始推行确保朴正熙第二次连任的“三选改宪”。1969年9月13日，共和党议员向国会提交了允许总统“三连任”和允许国会议员担任内阁职务为主要内容的宪法修订案。9月14日，共和党议员不顾新民党议员的静坐示威，在只有本党议员参加的情况下，仅用六分钟以记名投票的方式强行通过了宪法修定案。之后，在经过朝野两党一个多月的游说大战后，韩国就“三选连任”修宪在10月17日举行了全民公决。结果修宪案获得了65.1%的支持率而获通过，为朴正熙终身执政又扫清了一个障碍。:85-86:76-77
通过“三选改宪”当选总统后，朴正熙开始着手清除执政党内部以金成坤等四人为代表的希望实行总理负责制的反对派。为清除党内反对势力，朴正熙任命金钟泌派的吴致成为内务部部长，然后进行大规模的人事变动，清洗金成坤派在地方和司法部门的亲信和追随者。1971年10月，在野党提出的对吴致成的免职议案，朴正熙表面上要求执政党议员投票否决，但暗地里却默许金成坤等人在议会投赞成票。在国会通过免职议案后，朴正熙以金成坤等议员抗命为由，严令中央情报部部长李厚洛将金成坤等打个半死，史称“10·2抗命风波案”。此次事件后，执政党内部再也没有人敢公开反对朴正熙，使他在独裁专制的道路上越走越远。:87
1971年4月，在韩国第7届总统选举中，朴正熙遇到在野党领袖金大中强有力的挑战。在此次竞选中，朴正熙依然是主打经济牌。金大中则针锋相对地指出朴正熙长期执政中政府营私舞弊与腐败、城乡发展不均衡等种种弊端:77。为确保朴正熙当选，执政共和党除妨碍金大中的选举活动外，还在选举中采取了种种不法舞弊行为:125。最终，朴正熙以不到100万张选票的微弱优势险胜金大中，再次当选韩国总统。但在随后的第八届国会议员选举中，金大中的新民党获得了89个席位，远远超过抵制修改宪法所必须的法定票数65票（三分之一）:161。这是韩国在野党在国会首次如此接近执政党的力量，在国会基本形成两大政党体制的格局:78。

##### 维新体制

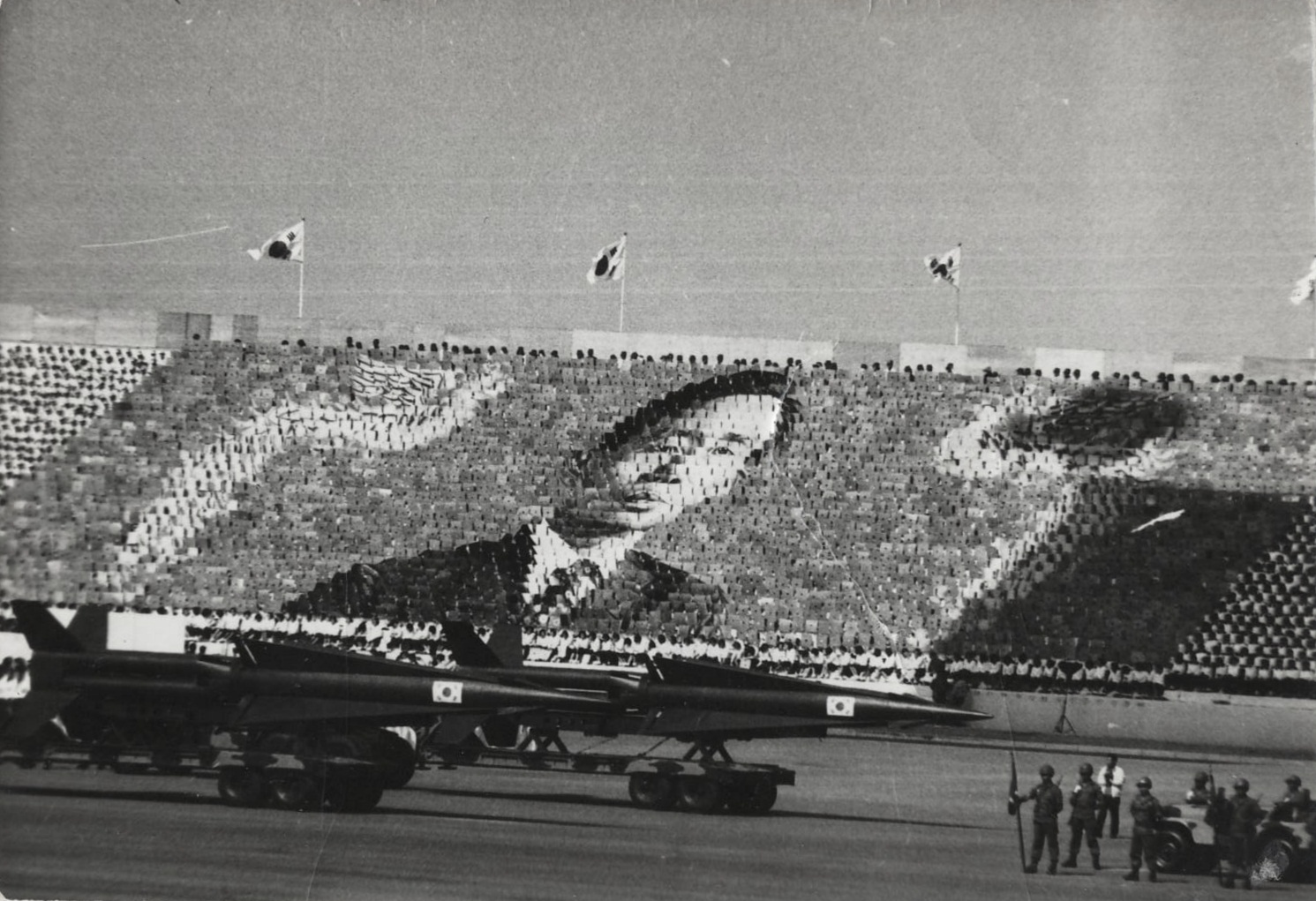
1973年10月1日韩国国军日

在朴正熙赢得第七届总统和第八届国会选举后，韩国青年学生反对朴正熙独裁的斗争更加高涨，并展开了激烈的示威游行。1971年10月15日，朴正熙派军警进驻高丽大学镇压学生运动，但在野党和学生们的游行示威并没有停止。同年12月6日，朴正熙以国家安保危机为由宣布国家进入“非常状态”。12月28日，执政党为使“非常状态”合法化，单方面通过了赋予总统超越宪法特权的“特别措施法”。在野党为此指责“特别措施法”违反《国会法》，应立即废除。朝野两党剑拔弩张:78。1972年10月17日，朴正熙以实现朝鲜半岛统一和应对急剧变化的国际形势需要改革现有体制为由，发布《非常戒严令》，宣布全国戒严，现行宪法作废，解散国会，禁止一切政治活动，所有大学停课，新闻、报纸、电视台实行军事管制，史称“十月维新政变”:81:128。当天，朴正熙还发布了《总统特别宣言》。10月27日，朴正熙政府颁布了《志在祖国和平统一的宪法修正案》，即《维新宪法》，11月23日，经国民投票获得65%的通过:184-185:167。
1972年12月13日，朴正熙作为唯一的总统候选人被国民会议选举为韩国第8任总统，韩国进入“维新体制”的第四共和国:129。通过十月维新，朴正熙将国家元首、政府首脑、内阁首班、國軍統帥、国家安全委员会议长、统一主体国民会议议长等大权集为一身，把其独裁统治发展到了无以复加的地步。朴正熙利用宪法所赋予的非常措施权，对社会实现全面的超强管制:186-187:169。1978年7月6日，朴正熙通过第二届统一主体国民议会这个投票机器，再次毫无悬念地当选韩国第九届总统:76:79。
20世纪70年代后半期，韩国民众的心态开始由60年代的生活温饱需求，逐渐转变为民主权利的需求。进入1979年后，民众对朴正熙政权的不满情绪日益显现。以金泳三为代表的民主派势力与朴正熙的维新派展开了决战。1979年YH事件后，韩国国会取消了金泳三的国会议员资格。66名新民党议员因此集体辞职。金泳三被国会除名后，韩国政坛掀起轩然大波。金泳三的政治根据地釜山、马山和昌原等地爆发大规模的示威游行，即导致“维新体制”垮台的“釜马事态”。1979年10月26日，朴正熙与金载圭和车智澈一起在晚餐上，就“釜马事态”与新民党的问题发生争执。朴正熙和车智澈认为新民党是“釜马事态”的背后主导者，主张逮捕和起诉金泳三。两人将“釜马事态”的发生归咎于情报工作的失误，并责骂金载圭。在现场看到参加游行示威的大部分是市民的金载圭，恼羞成怒开枪杀死了朴正熙和车智澈。“维新体制”就此瓦解。:138-140:80-81

#### 经济

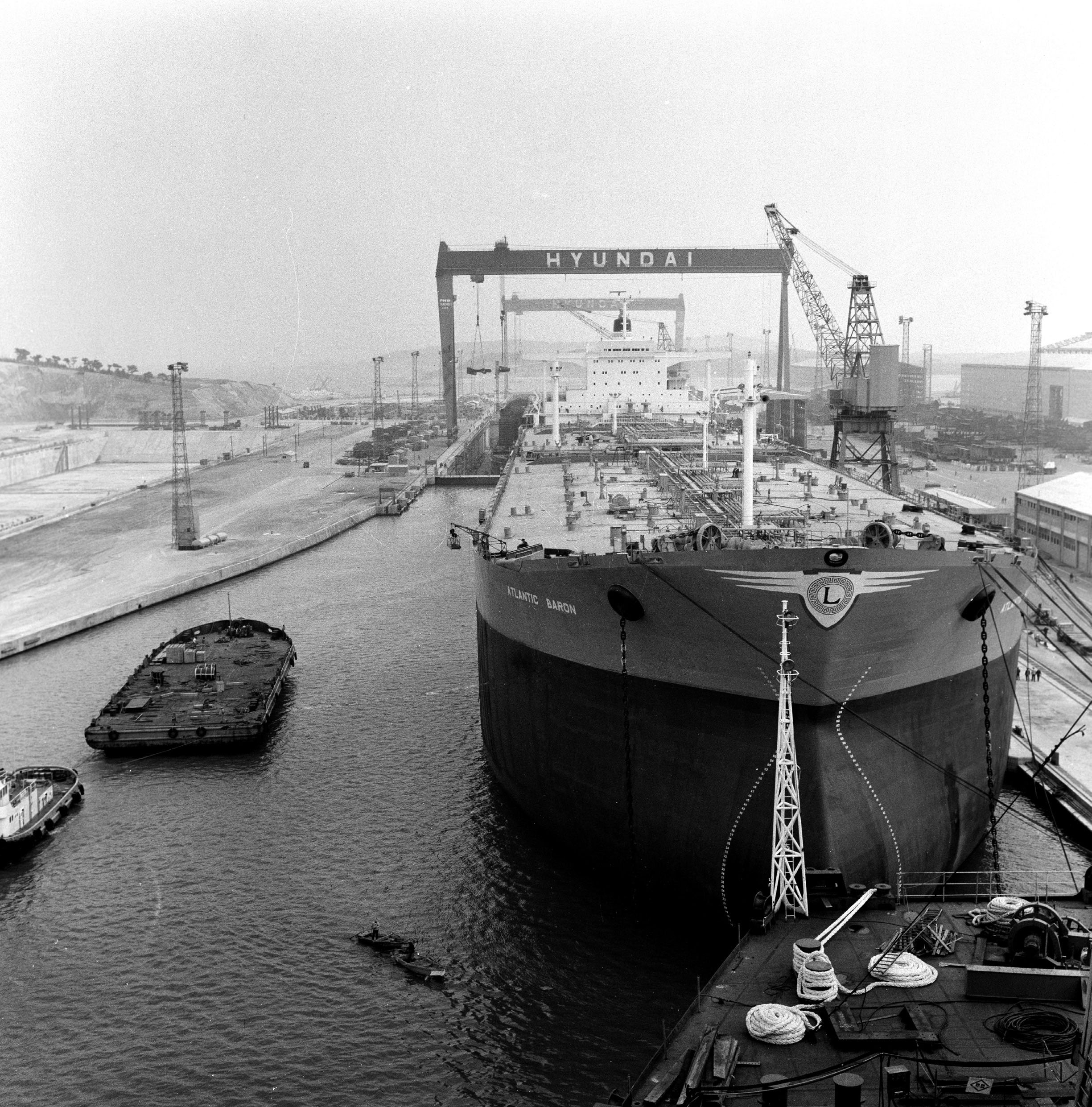
1976年现代重工蔚山造船厂

1961年朴正熙通过政变掌握大权时，韩国经济处在低投资——低生产——低收入的恶性循环之中:29。20世纪50年代末至60年代初的韩国，经济增长率逐年下降，人口增长过快，失业率高居不下，产业结构也非常落后，第一产业比重过大。1961年，韩国人均国民生产总值不足100美元，是当时世界上最落后的国家之一:15。为击败北方共产党政权，朴正熙将发展经济当做头等大事。1961年6月，他将主要经济决策部门合并成经济企划院，由一名常务副总理领导，全面负责制定和实施经济发展计划。为监督经济日常运转，他还在总统府设立了经济秘书局。为集中和分配非常有限的金融资源，朴正熙对商业银行进行了国有化，同时组建一批专业化银行如韩国发展银行（1961年）、外汇银行（1967年）等:21-22。在他执政的1962-1979年间，韩国年均国民生产总值增速高达9.2%:169，人均国民生产总值从1961年的82美元增加到1979年的1644美元，韩国从一个贫穷的农业国发展成为中等发达国家:190。

##### 经济开发五年计划
为发展经济，朴正熙于1962年1月正式发布了第一个经济开发五年计划（1962-1966年）:90-91。该计划采纳了许多张勉政府经济五年计划的内容，摒弃李承晚政府的“均衡增长”战略，主张以工业化为中心的“非均衡增长”:53。一五计划在制定和实施上出现了不少失误。为修正错误，朴正熙政府在1964年2月又发布了“补充计划”。尽管如此，一五期间韩国经济增长率达到了8.5%，给朴正熙政府和韩国国民极大的鼓舞。此外，朴正熙在此期间开始实行以政府主导、出口主导、非均衡发展为基本策略的适合韩国国情的开发战略:63-65:95-97。1968年，朴正熙借鉴西德经济发展经验，不顾各方反对，让郑周永的现代建设修建连接韩国两大城市首尔和釜山的京釜高速公路。两年零五个月后的1970年7月7日，京釜高速全线通车，创下世界高速公路建造速度记录，也为韩国经济腾飞打下良好基础:153-159:147-149。进入20世纪70年代后，朴正熙把重化工业作为经济发展的重点。1973年1月12日，他在年初的记者会上发表了“重化工宣言”:66。在第三个五年经济计划期间，韩国建设了浦项钢铁、现代重工等大型企业，成为仅次于日本的世界第二大造船国:40。在朴正熙汽车国产化的政策倡导下，韩国汽车工业在三五期间实现了国产化，并于1976年1月，开始批量出口:171。1977年12月22日，朴正熙在首尔奖忠体育馆举行的第十四次韩国出口节上宣布韩国已经正式迈入出口100亿美元的国家行列，成为继日本之后亚洲第二个出口超100亿美元的出口大国:199-200。

##### 新村运动

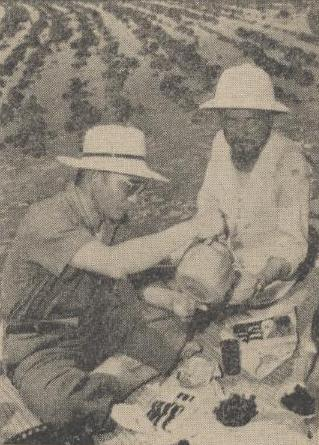
朴正熙在田间与老农一起喝米酒

1969年7月，庆尚北道和庆尚南道发生特大水灾。8月，朴正熙在视察灾区的途中，在庆尚北道清道邑发现一个与众不同的村子神道一里。村子不仅恢复了经济，而且树林茂密，房屋、道路干净整洁。他特意让司机停下车，前去考察。该村从1957年开始实行自治、自筹资金改善农村环境。村子是全村人在灾后合力重建的。神道村的情况给朴正熙留下深刻印象:100-101:181-182。20世纪70年代，随着韩国工业化的发展，城乡差距不断扩大。为了让韩国农民“过好日子”，朴正熙在1970年4月22日的全国地方行政长官会议上开始推广神道村的自助努力精神，并逐渐在全国范围内开展新村运动:120-121:101。新村运动倡导“勤勉、自助、协同”的精神，通过激发农民的积极性，并配以国家的支持，来改变农村的落后面貌:122。1979年，韩国98%以上的农户用上了电:126，村村都建有村会馆:111，村村通自来水，并根除了霍乱、伤寒等瘟疫疾病:190。1970-1978年间，韩国农民人均收入从165美元增加到778美元，增加约四倍。其中1974-1977年，农民的人均收入超过了城镇劳动者的收入:127-128。

##### 山林绿化
日本投降后，韩国乱砍乱伐现象变得严重。朝鲜战争时期，韩国大片的山林也被损毁殆尽。20世纪50年代，韩国的绿化面积不足现在的9%。1962年，朴正熙将生活煤炭纳入一五计划中，大幅减少了乱砍乱伐的现象。朴正熙政府同时还制定了《林产品监控法》、《山林法》、《水土保持事业法》等。1967年1月，他成立了专门负责绿化和水土保持的政府部门山林厅，并于1967年引进了国立公园制度。1973年1月12日，朴正熙在新年记者招待会上宣布：“我们将制定一个为期10年的国土绿化计划，还韩国一个青山绿水。”1978年，韩国仅用6年时间就提前完成了绿化计划，共植树300亿棵，造林108万公顷，实现绿化420万公顷。世界著名环境学者、美国地球政策研究所所长莱斯特·布朗曾如是评价朴正熙在山林绿化上的贡献：“韩国的山林绿化是世界性的成功杰作，我们同样可以仿效韩国将全世界变绿。朴正熙是这个杰作的总设计师。”1982年，联合国粮农组织在其报告中称：“韩国是二战后在山林绿化方面做得最成功的发展中国家。”:205-210

#### 外交

##### 对朝关系
20世纪60年代，朝鲜半岛南北方保持着李承晚时期相互对峙不妥协的对抗状态:8。但与李承晚的“武力北进统一”政策不同，朴正熙主张通过发展经济实现“胜共统一”:169。五一六军事政变《革命公约》有关对朝政策的基本点是强化反共体制，实现“胜共统一”。1961年，朝鲜领导人金日成曾派遣朴正熙故友，原贸易部部长黄泰成秘密前往韩国意图利用个人关系和朴正熙早年亲共倾向改善朝韩关系，朴正熙为表示反共决心，防止美国人怀疑，将黄泰成作为间谍处决。1965年，朴正熙提出“先建设，后统一”的主张:71-72。通过两个经济开发五年计划的实施，朴正熙有效地提高了韩国的社会、经济实力，改变了朝鲜以往在这些方面的相对优势:14。60年代后半期，随着韩国派兵参加越南战争，韩美同盟关系得到加强，韩朝关系紧张到一个新的程度。越南战场成了韩朝的第二战场。1968年1月，朝鲜派出31名特工潜入韩国刺杀朴正熙，险些得逞:10。
20世纪60年代末和70年代初，随着美中关系的和解，朴正熙也相应地调整了对朝政策:10。1970年8月15日，朴正熙在纪念光复25周年祝词，即“8·15宣言”，中提出要以和平的方式完成南北统一。1971年，南北方通过红十字会进行了首次接触，讨论南北离散家属问题。1972年5月至6月，双方实现了部长级的互访，并于1972年7月4日发表了《南北共同声明》。“7·4南北共同声明”的主要内容包括：不依靠外来势力和在没有外来势力干涉的情况下实现统一；统一应以和平的方法实现，不采取武力行动；作为同一民族应当超越意识形态和制度的差别，促成民族大团结；终止相互武装挑衅和诽谤中伤，制止意外的军事冲突；尽快展开南北红十字会会谈；架设首尔-平壤直通电话；成立南北协调委员会等:226-228:265:273-276:105。
1973年，朴正熙提出了不反对朝鲜加入国际组织和成为联合国成员国的“6·23原则”，试图使南北关系和平化，并在此基础上实现和平统一。经过近10年追赶式发展，从1972年开始韩国的经济发展和人民生活水平已经开始显著稳定地高于朝鲜。双方平衡实力的变化使朝鲜开始拒绝进行南北之间的交流。1975年，北越在越南取得胜利后，朝鲜曾试图凭借其军事上的优势在韩国发动革命，对韩国安全构成巨大威胁:18-19。1978年，双方红十字会的会谈也被中断:226-228:265:273-276。

##### 对美关系

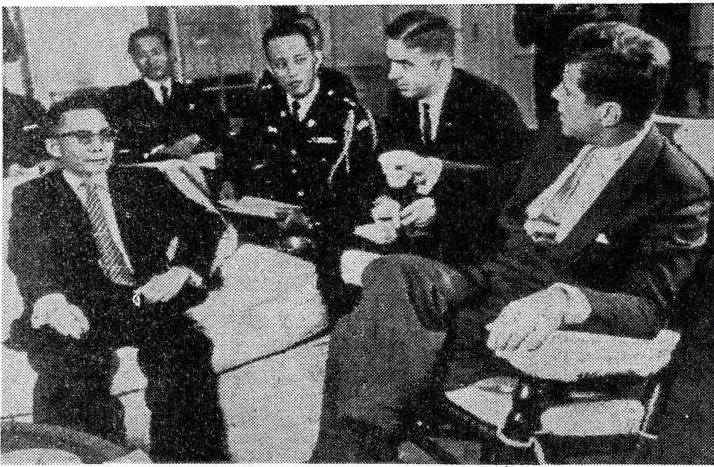
朴正熙与美国总统约翰·肯尼迪（1961年11月14日）

1960年朴正熙通过五一六军事政变推翻民选的第二共和国张勉政府后，美国对朴正熙军政府并无好感。1961年6月13日，时任美国总统约翰·肯尼迪曾明确指出韩国的政治经济形势处于一种没有希望的状态:97-98。同年11月，当时担任国家重建最高会议议长的朴正熙出访美国时，美国媒体起初还对朴正熙进行负面报道。不过，朴正熙的反共、反腐和发展经济的理念，很快使肯尼迪和美国改变了对朴正熙的看法。原本对韩国经济失去信心的美国人开始对韩国经济产生浓厚兴趣。访问结束时，美国媒体对朴正熙的访问作出了肯定性的评价。《新奥尔良时报》甚至报道说：“在全世界的革命领导人中，像韩国领导人这样访问中就已经赢得一定支持的很少，包括肯尼迪总统在内整个美国，都将严惩腐败、深谙韩国经济现状的朴正熙评价为一个刚直不阿、具有决断力的优秀领导人。”此次出访，朴正熙为韩美关系的发展打下了良好的基础:130-132。
由于朴正熙在韩日关系、越南战争与美国的一致，朴正熙执政后，韩美关系很快进入了“蜜月期”:261。1965年6月22日韩日邦交的正常化使东北亚地区的美日韩同盟正式确立:257。韩国是美国同盟中卷入越南战争最早、最深的国家。早在1961年11月朴正熙首次访美时，他就向肯尼迪表示，如果美国给予承认并提供援助，韩国可以出兵越南。1965年在越南形势急转直下时，时任美国总统林登·约翰逊向其盟国首脑发了20多封亲笔信，拉盟友参战。但只有朴正熙积极表示参加。同年5月，约翰逊派他的总统专机到汉城接朴正熙来美洽谈。5月16-26日，朴正熙以总统身份再次出访美国，受到约翰逊的最高礼遇。约翰逊称朴正熙是“亚洲的伟大领导人”。美国华盛顿市还将5月17日定为“朴正熙总统夫妇之日”:105-106:151-152。韩国参战越南战争使韩美同盟关系得到进一步的巩固。原本打算撤出驻韩美军的美国打消了撤军计划。作为对韩国参战的补偿，美国为韩国军队武装了现代化的武器，并给予韩国大量的经济、技术援助:105。1966-1969年，韩国经济的年增长率超过了10% :110。 

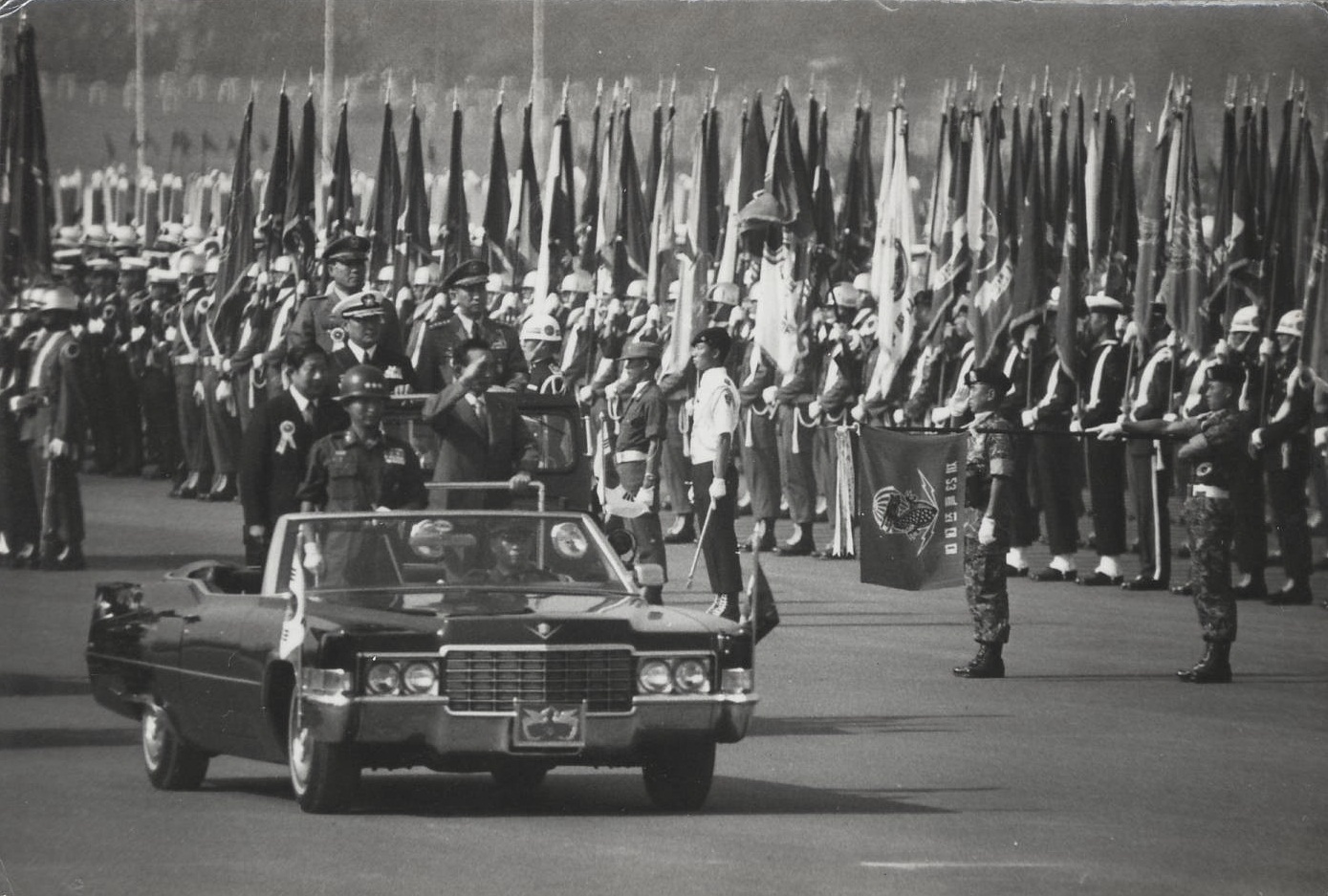
朴正熙校閱大韓民國國軍（1973年）

1969年7月，时任美国总统理查德·尼克松在关岛发表宣言，提出新的亚洲政策“尼克松主义”。此后，美国决定将驻韩美军的数量从6.1万人裁减到4万多人，并停止对韩的无偿军事援助:261:187-188。随着美中关系的缓和以及驻韩美军的撤离，朴正熙开始对美国极度猜忌和不信任。感到安保危机的他开始发展自主国防，并试图发展核武器。韩美之间的矛盾也因此加剧。此后，随着韩国放弃核计划，两国关系得到缓和:124-125:223-224。卡特上台后，美国对韩国国内的民主与人权问题变得更加关注。“维新宪法”的颁布和朴正熙政权对民主阵营的镇压，使韩美关系产生了阴影。1976年10月24日，美国媒体曝出“韩国门事件”，韩美关系因此雪上加霜。1977年3月，卡特宣布将在未来4-5年内全部撤走驻韩美军，使韩美关系降到历史低点:262:224。

##### 对日关系
1951年10月，韩日双方在美国的敦促下，开始了邦交正常化的预备性会谈。但前五轮的会谈进展缓慢:278:62:155-156。朴正熙上台后，韩国政治文化发生了很大的变化，在对日问题上也采取了更为务实的态度。1961年11月12日，朴正熙在以最高会议议长身份访美途中顺访日本。他在机场发表声明说韩日两国应“不计小节，本着相互理解的精神相互合作，以诚意解决问题”。他与时任日本首相池田勇人会唔时表示如果日本在“财产请求权”问题上表现诚意，韩国可以不再对日本要求巨额赔偿。池田勇人表示会尽最大努力帮助韩国:170-171。之后，韩国中央情报部部长金钟泌和外务部部長崔德新先后两次出访日本为此进行了两次会谈。1962年11月，朴正熙派金钟泌去东京继续磋商，与日本外相大平正芳达成《金-大平秘密备忘录》:171。
1964年12月，韩日举行了第七次会谈。由于美国约翰逊政府希望日本取代美国对韩国进行经济援助，双方肯定了金钟泌与大平正芳商定的原则，迅速达成协议。1965年6月22日，韩日双方在经历13年零8个月的谈判后，在日本首相官邸举行《韩日基本关系条约》、《关于旅日朝鲜侨民法律地位和待遇的协定》、《日韩渔业协定》、《日韩关于解决对日财产请求权和经济合作的协定》、《日韩关于文物及合作的协定》等文件的簽署儀式。同年12月18日，双方交换批准书，使条约正式生效，标志着两国正式建立外交关系:172:280。在《韩日基本关系条约》中，日本没有对其侵略作任何反省，也没有就此对韩国进行任何“赔偿”，双方的历史问题没有得到根本解决。虽然这对韩日关系的发展留下了阴影，但通过与日本邦交正常化，朴正熙从日本得到了大量的经济利益，减少了对美国的依赖，并成功将平壤与东京的关系打入长期的低潮:172-175。
进入20世纪70年代，由于“金大中绑架事件”（1973年8月）、“田中狂言”（1974年1月）、“民主青年同盟事件”（1974年2月）和“文世光事件”（1974年8月15日）等事件的发生，朴正熙政府与日本的关系陷入低谷。但后经美国的调停，两国关系有逐渐得到恢复。:174-178:272

##### 其它

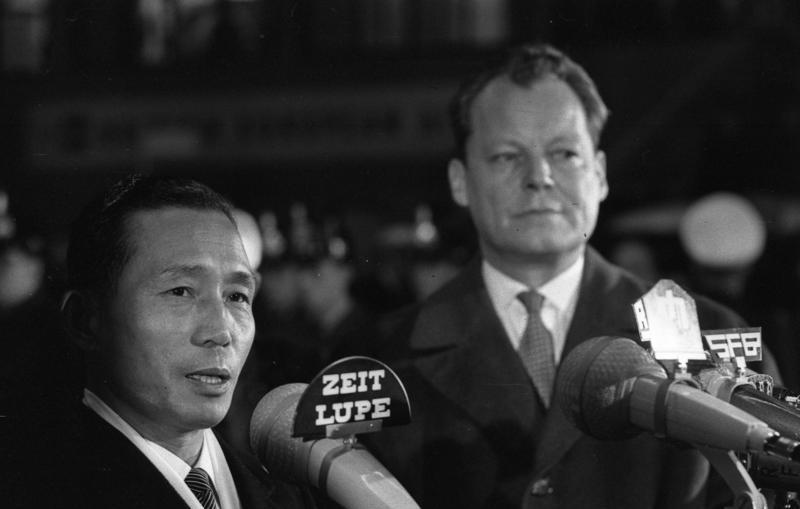
1964年12月10日，朴正熙与時任西德社会民主党领袖、西柏林市長、后任西德總理维利·勃兰特会面

为了突破外交孤立，朴正熙政府积极与第三世界国家改善关系。1961-1969年，韩国先后与23个非洲国家建立外交关系，在非洲建交国家的数量超过朝鲜（15国）。20世纪60年代末，韩国已与21个拉美国家建立外交关系，而朝鲜只有古巴一个国家与其建交:180。1970年，与韩国建立外交关系的国家已经由1960年的20多个增加到145个:229。
基於共同的反共立場，韩国與中華民國的關係友好而密切，1966年2月15日，朴正熙携夫人陸英修訪問台灣，并與中華民國總統蔣中正舉行會談。2月18日，双方發表聯合公報，重申傳統友誼，同意舉行亞洲自由國家高層會議。1976年12月22日，宋美齡函電蔣經國：「現在美国撰文，不斷對南韓作各種攻擊，大有不打垮朴正熙誓不甘之態度也，倘南韓既被打垮，朝鮮半島落入北韓之範圍，則無異赤劍直對日本心臟」:446。

### 遇刺身亡

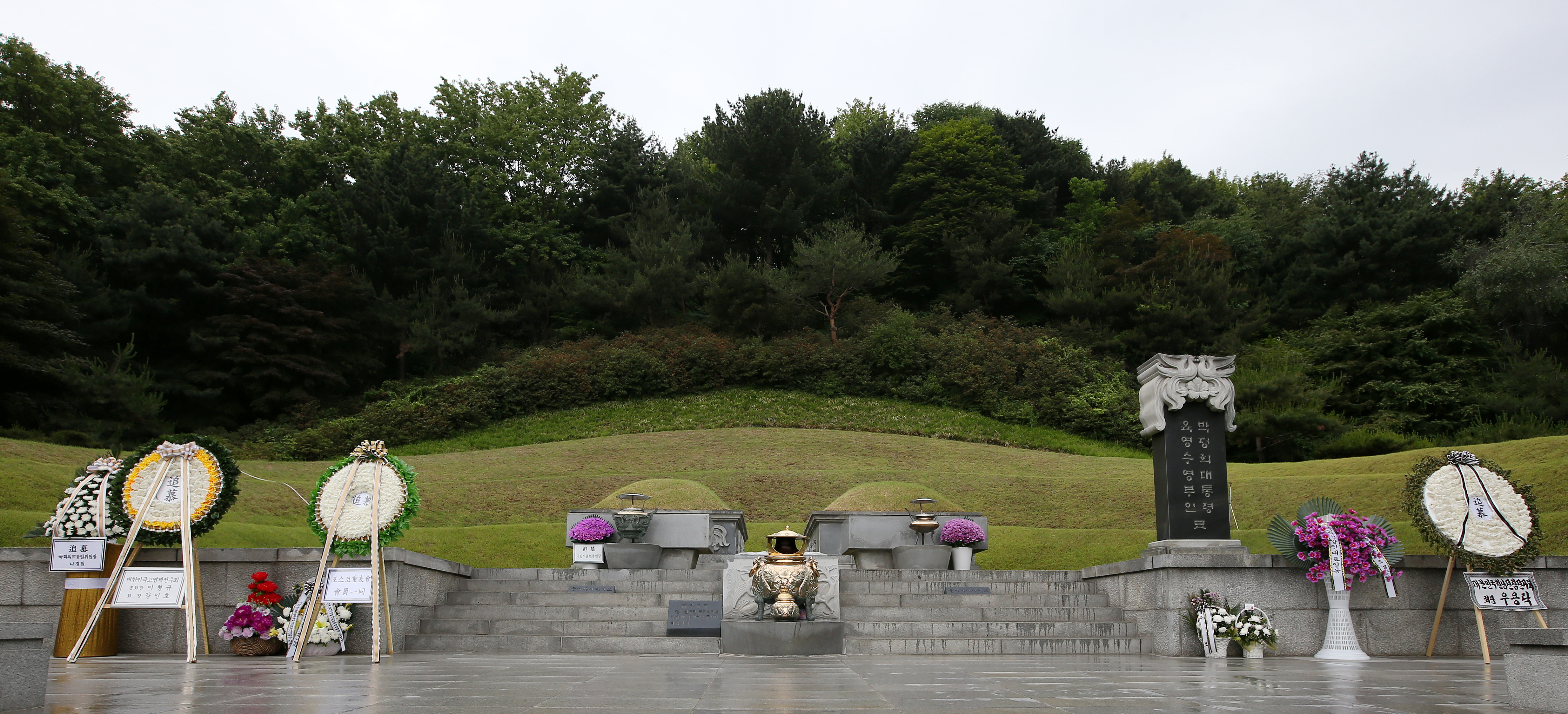
國立首爾顯忠院內的朴正熙、陆英修合葬陵園

1979年10月26日，朴正熙和警卫室室长车智澈在晚餐上责难中央情报部长官金载圭在“釜马事态”上工作失误。金载圭遂开枪杀死了朴正熙和车智澈:138-140:244-275 。
1979年11月3日，韩国为朴正熙举行了国葬。时任韩国代总统崔圭夏在朴正熙灵前献上建国勋章:原序3。

## 著作
1961-1963年，朴正熙先后出版了《一个领导人的方法》、《我們民族的出路》和《国家、革命和我》。1970年代，他应《大英百科全书》的邀请，写作了《建设一个国家》（To Build a Nation）。在他遇害的前几个月，朴正熙写作了《韩国的新生——发展的一种模式》。:90
- 1961年：《指導者之道：在革命過程中如何自處》，由國家重建最高會議出版的刊物，講述5·16政變的正當性。
- 1962年：《我們民族的出路》，反省韓民族過往的歷史，並提出大韓民國今後的發展方向和前景。該書提出從貧困中解放民族，實現經濟自立的目標，以及重建健全的民主主義的構想。
- 1963年：《国家、革命和我》，講述大韓民國自建國以來面對的經濟困局，以及援引外地的成功革命例子，提出如何改變韓國擺脫貧弱的構思。
- 1971年：《民族的潛力》，在朴正熙執政10週年時出版，朴正熙回顧過往十年韓國的發展，並總結經濟得以快速增長的原因為「自主、自立、自助」。
- 1978年：《民族中興之路》，講述十月維新的正當性、新鄉村運動的發展，以及韓國轉型為高技術產業社會的挑戰與展望。

## 家庭

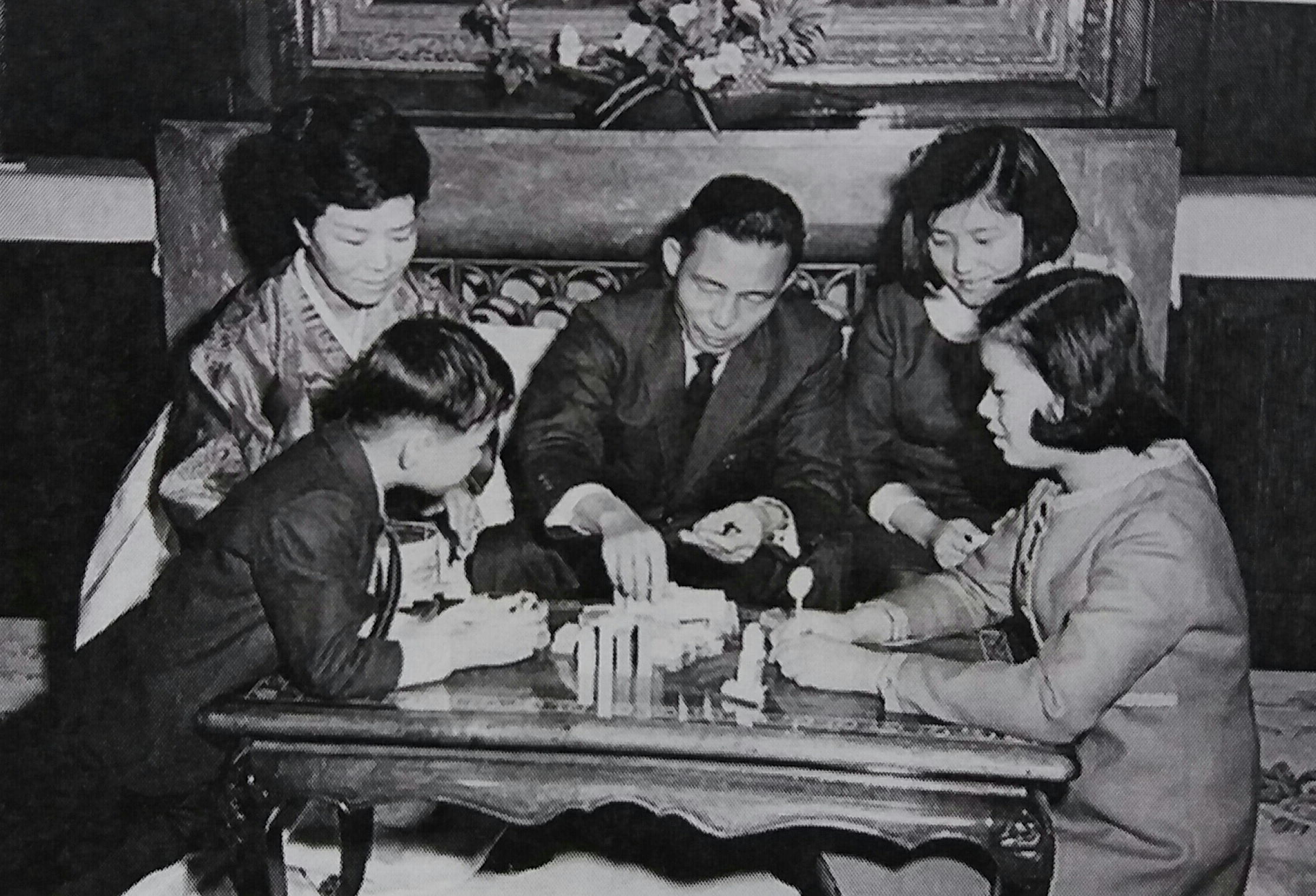
朴正熙夫妇与子女们

朴正熙在闻庆小学教书期间，曾经家里牵线和金好南相親结婚，但由于性格不合而离异，两人生有一女儿朴在玉。1950年8月，朴正熙在大邱师范学校的校友，陆军本部情报局少尉宋在千帮他与自己的表妹陆英修牵线:30-31。陆英修是忠清北道沃川地区望族陆钟宽的二女儿:5。由于朴正熙離婚過，比陆英修大8岁，而且是個軍人，故两人婚事遭到女方父亲陆钟宽的强烈反对。不过两人还是不顾陆钟宽的反对于1950年12月12日在大邱市溪山洞举行了婚礼:37-42。1974年8月15日，在光复节庆祝仪式上陆英修被前来刺杀朴正熙的文世光误杀身亡:226-231，陆英修被误杀后，朴正熙无意再娶，女儿朴槿惠代母出任韩国第一夫人。
- 和金好南所生：
  - 長女朴在玉（朝鲜语：박재옥）（1937－2020）：與韓丙起（朝鲜语：한병기）（本貫清州韓氏）結婚
- 和陸英修所生：
  - 長女朴槿惠（韓語：박근혜，1952－）：大韩民国第18任总统
  - 次女朴槿姈（韓語：박근령，1954－）：原育英财团理事长
  - 長子朴志晚（韓語：박지만，1958－）：韩国金属复合材料制造公司EG总裁

## 選舉履歷
| 年度 | 選舉屆數      | 選舉區   | 所屬政黨   | 得票數    | 得票率 | 當選標記                 | 備註 |
| ---- | ------------- | -------- | ---------- | --------- | ------ | ------------------------ | ---- |
| 1963 | 第5屆總統選舉 | 大韓民國 | 民主共和黨 | 4,702,640 | 46.64% |                          |      |
| 1967 | 第6屆總統選舉 | 大韓民國 | 民主共和黨 | 5,688,666 | 51.44% |                          |      |
| 1971 | 第7屆總統選舉 | 大韓民國 | 民主共和黨 | 6,342,828 | 53.19% |                          |      |
| 1972 | 第8屆總統選舉 | 大韓民國 | 民主共和黨 | 2,357     | 99.92% | 統一主體國民會議間接選舉 |      |
| 1978 | 第9屆總統選舉 | 大韓民國 | 民主共和黨 | 2,577     | 99.85% | 統一主體國民會議間接選舉 |      |

## 榮譽

### 韓國勳獎
- :
  -  無窮花大勳章
  -  建國勳章（大韓民國章）
  -  修交勳章（英语：Order of Diplomatic Service Merit）（光化大勳章）
  -  壹級勤政勳章（英语：Order of Service Merit）
  -  保國勳章（統一章）
  -  武功勋章（太極章）
  -  国民勋章（無窮花章）

### 外國勳獎
- 阿根廷:
  -  大十字級解放者圣马丁勋章（英语：Order of the Liberator General San Martín）
- 奥地利:
  -  壹級奧地利共和國榮譽服務勳章（英语：Decoration of Honour for Services to the Republic of Austria）
- 柬埔寨:
  -  大十字級柬埔寨王家勋章
- 薩爾瓦多:
  -  大軍官級何塞·馬蒂亞斯·德爾加多勳章（英语：Order of José Matías Delgado）
- 埃塞俄比亚帝国:
  -  示巴女王大綬章（英语：Order of the Queen of Sheba）
- 加彭:
  -  大十字級赤道之星騎士勳章（英语：Order of the Equatorial Star）
- 西德:
  -  大十字級德意志聯邦共和國功績勳章[36]
- 印度尼西亞:
  -  壹級印度尼西亞共和國之星勳章（英语：Star of the Republic of Indonesia）
- 義大利:
  -  意大利共和国功绩骑士大十字勋章（意大利语：Ordine al merito della Repubblica Italiana）
- 马来西亚:
  -  榮譽級皇家皇冠勳章（英语：Order of the Crown of the Realm）（1965年授）
- 墨西哥:
  -  大十字級阿茲特克之鷹勳章（英语：Order of the Aztec Eagle）
- 荷蘭:
  -  大十字騎士級荷蘭獅子勳章（英语：Order of the Netherlands Lion）
- 尼日尔:
  -  大軍官級國家勳章
- 菲律賓:
  -  西加都納勳章（英语：Order of Sikatuna）大頸飾級
- 塞内加尔:
  -  大十字騎士級國家獅子勳章（英语：National Order of the Lion）
- 越南共和国:
  -  大十字級保國勳章
- 西班牙:
  -  公民功勋勋章（英语：Order of Civil Merit）颈饰
- 中華民國:
  -  特種大綬卿雲勳章[37]
- 泰國:
  -  王室友谊勋章（英语：Order of the Rajamitrabhorn）[38]
- 美国:
  -  總司令級功勳獎章

## 相關影视
- 第三共和國（1993年），由李昌煥、李辰洙饰演。
- 韓國門事件（朝鲜语：코리아게이트 (드라마)）（1995年），由獨孤永宰飾演。
- 第四共和國（1995年），由李昌煥飾演。
- 總統的理髮師（朝鲜语：효자동 이발사）（2004年）
- 那时候的人们（2005年），由宋在浩飾演。
- 第五共和國（2005年），由李昌煥飾演。
- 南山的部长们（2020年），由李星民飾演。

## 外部連結
- 朴正熙电子图书馆
- 朴正熙电子纪念馆

| 官衔              | 官衔                            | 官衔          |
| ----------------- | ------------------------------- | ------------- |
| 前任： 尹潽善     | 韓國總統（代行） 1962年－1963年 | 繼任： 自己   |
| 前任： 自己（代） | 韓國總統 1963年－1979年         | 繼任： 崔圭夏 |